# 柯邦迪前地
柯邦迪前地（又稱司打口）是澳門內港的一個休憩廣場，位於澳門半島西邊、風順堂區北部，全長約105米，闊約40米。前地的最東端接聚寶街與群興新街交界，東北側接有蓬萊新街，最北端接火船頭街，最西端則接河邊新街與比厘喇馬忌士街交界，最南端則有隧道通往安仿西巷。街道名稱是以1866年至1868年時任澳門總督邦迪·柯打命名，而又稱則可能源自「印花稅」或「財政」的外文音譯。
在清朝康熙至同治年間，這裏是專門用作進口鴉片的埠頭，也是澳門乃至中國史上第一個鴉片專用碼頭和課煙稅區，甚至是鴉片戰爭的肇始地。19世紀末埠頭遭到填塞，變成大片曠地；時至澳門禁止鴉片後，曠地上曾有茶座和賣藝表演，入夜後曠地上頗為熱鬧。1992年時這裏被列入澳門文物名錄內，之後曠地上又建立過菜市場，後來菜市場被取消並建為現在的休憩廣場。

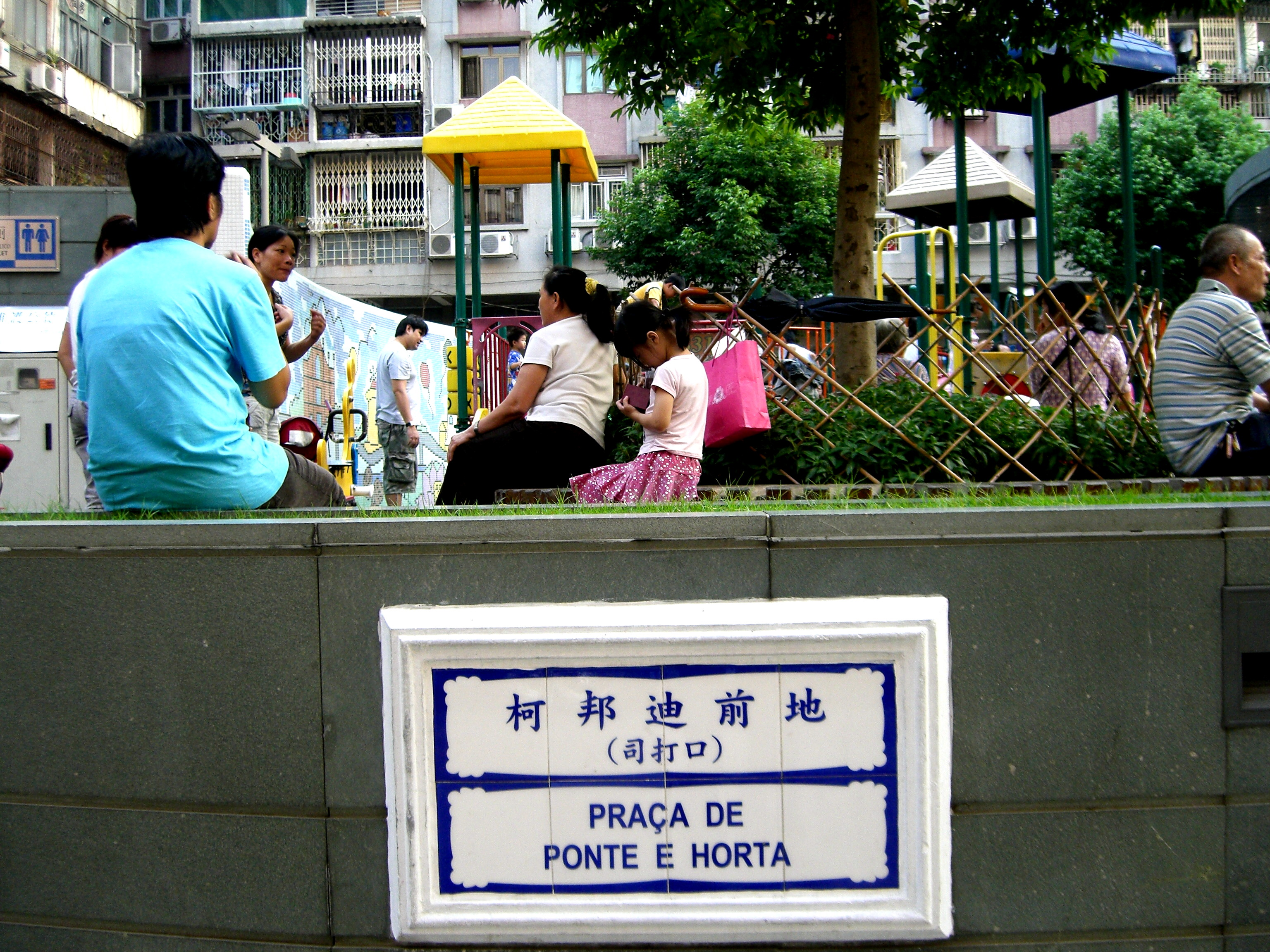
柯邦迪前地，後為兒童遊樂場

## 歷史沿革

### 鴉片貿易在澳門的發展之初
澳門的鴉片進口活動最早可追溯到明朝；當時如要進口鴉片到澳門，須向朝廷報繳稅項（即「大煙稅」）。在1589年（明萬曆十七年）的澳門稅關表中就記有「鴉片二斤值價銀條二個」，這也是目前已知最早進口澳門的記錄。在清康熙至同治年間，澳葡政府扮演着鴉片存貯和中轉的重要角色，也包攬了中國海關原在澳門徵收的大煙稅。在可查閱的記錄中，康熙元年（1662年）時已是「年課厘稅五百両白銀」，康熙六年時則是一萬両，康熙十年時已飆升至十萬両。而在康熙年間海禁一度開放，進口澳門的鴉片量亦逐年增加，至康熙三十一年時年進口量已超過一千箱。

### 司打口的源起
不過從康熙三十一年起，鴉片生意的主導地位已由原來的葡萄牙商人變成英國商人，因為英國人銷售鴉片的方法比較高明。澳葡方面有見及此，便開始向鴉片商開徵更多的煙稅，以防鴉片市場被英國人壟斷。而這些所謂的「額外煙稅」，官方稱這是「向中國海關包洋藥稅」，自己衹是「代中國海關向外商徵收洋藥稅而已」；但實際上，這些稅項只有小部份交給清廷，大部份則是由澳葡政府佔去。
由於當時澳門對外的水路交通都以北灣（即內港）為主要港口，故在這一帶就有多個埠頭，不過這些大都是屬私家用途。其中位於今司打口位置的埠頭，當時其對出還屬水域，埠頭為「凹」字形，中間的河道約在今聚寶街和蓬萊新街街口之間，可予船隻在其航行，在以西北的盡頭為石階，以便船隻靠岸及上落船客和貨品。在與火船頭街的位置還架有一道木橋連接埠頭兩岸，但只可行人。
司打口大概就是在這個時候被澳葡收歸的，澳葡在埠頭兩岸興建貨倉存棧（稱「公棧」或「官棧」），並於石階上修建一座大屋。而澳葡則利用司打口進口美名為「洋藥」的鴉片，並在此埠頭駐有汛兵和稅吏，而石階上的大屋原來就是用作收稅的辦公樓。自此，司打口便成為了當時澳門唯一一個鴉片進口碼頭。

### 「司打口」名稱由來
對於運送鴉片的商船，從外地到達中國南海後，經十字門駛向南灣，停在燒灰爐村以北遠處的埠頭，把鴉片拆裝，然後轉由多艘小艇分批繼續運送。小艇隊再繞過西灣和媽閣，便到達司打口。把鴉片卸下後，鴉片擁有者則到大屋把鴉片登記，然後鴉片便會先被暫存到公棧內，待擁有人繳稅。擁有人完稅後，澳葡當局就會在對應的鴉片裝箱上黏貼印花，並向擁有人發出完稅收據。此後，擁有人便可憑此收據隨時從貨倉領回自己的貨品，再把鴉片轉售。
「司打口」名稱中的「司打」，其源由歷來存在着兩個說法：一說是因為洋人稱呼這些貼在箱上的完稅印花為 ，把該字取其粵語音譯即為「司打」；另一說是指因為收稅屬於財政範疇，故「司打」一詞應是來自葡文 （意即「財政」）的粵語音譯，而昔人也有把國課署（相當於現在所說的財政部門）叫為「司打署」，稱其印發的禀紙為「司打紙」等。
最後的「口」字，則是源自當時的澳門人稱埠頭為「水口」；故把兩者併合即為「司打口」。而司打口的原有名字，也隨着「司打口」的產生而漸被遺忘，至今亦無從稽考。
（注意「柯邦迪前地」並不是這裏的原名，見下文）

### 滄桑
在19世紀末時澳門設有洋藥商公會，該會設有會所，位置在今司打口附近的缸瓦巷內。

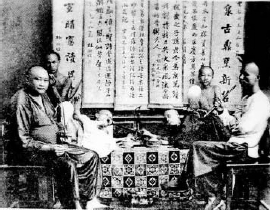
20世紀初澳門的公煙館。在19世紀末時澳門設有洋藥商公會，該會設有會所，位置在今司打口附近的缸瓦巷內。

自司打口被收歸後，所建的公棧也是全澳門唯一的官方鴉片儲存倉，正門位於紅窗門街，後門則開在河邊的石級上。當鴉片運送到司打口後，便經由後門存入公棧，待鴉片擁有人完稅後，就經正門運出公棧。若要把鴉片銷往中國內地，則再由苦力用人力車沿紅窗門街和三巴仔橫街等地把鴉片運回南灣，在南灣下船轉運至廣州，再經廣州分散至中國各地。
直至雍正七年（1729年），滿清政府宣佈禁止輸入鴉片後，澳葡政府的洋藥稅收和代理生意陷於停頓，司打口頓時變得冷清。澳葡當局不甘損失如此龐大的稅收利益，於是與鴉片商人勾結，陳情賄賂清朝官員，把鴉片走私到澳門。結果司打口的蕭條僅過了大約一年便又開始興旺起來，禁煙令實行了三年後，司打口已經回復禁煙前的景況。
由於鴉片在中國的需求量非常大，利潤非常高，故一些清朝的地方官員私下與澳葡當局合夥，瓜分洋藥稅，並把澳門的鴉片進口市場壟斷。此舉損害了外國鴉片商的利益，引致這些鴉片商自乾隆年起（1736年）直接地把大量鴉片走私到中國內地。1802年，澳葡政府更無視清廷的禁煙令，頒布特權予葡萄牙人以進口鴉片，變相將鴉片進口合法化；而事實上這個「特權」也允許其他外國商人進口，只是運載的船隻在駛進澳門的時候要掛起葡萄牙的旗幟而已。因此，即使至道光年（1821年－1850年）時這類走私活動已非常猖獗，這對司打口作為鴉片碼頭的地位幾乎絲毫無損。加上期間中國爆發鴉片戰爭，大清雖然戰敗，但也使這類走私活動有所減少，而走私的物品也不再獨沽一味，部份鴉片的走私量已由其他的東西取代，故司打口仍能保持其繁榮態勢。至清同治年時（1862年），澳門的鴉片生意已由澳葡政府壟斷。

### 填塞——「柯邦迪前地」之產生

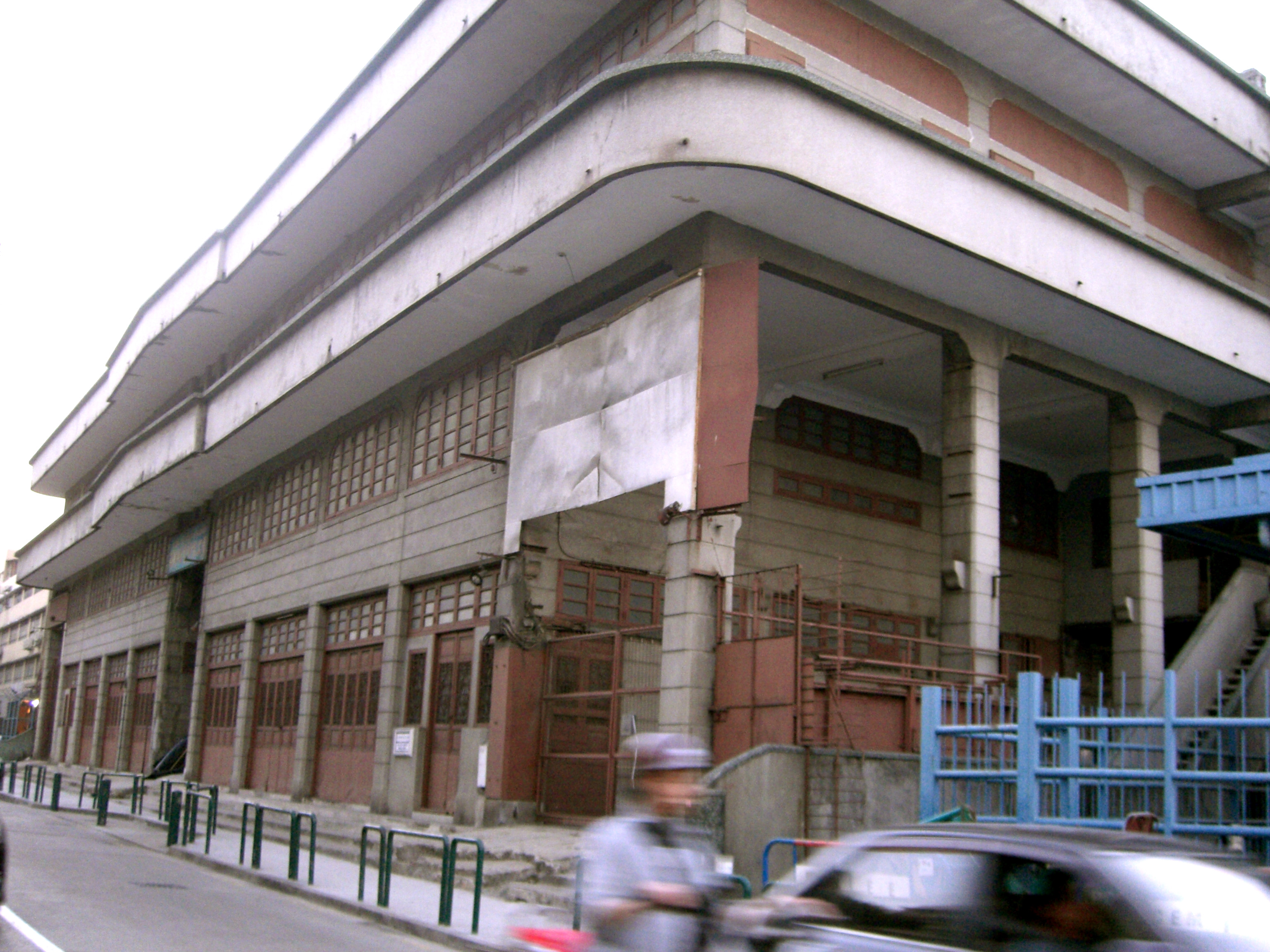
大豐倉

後來鴉片進口量不斷增加，司打口和公棧已不敷應用，而且衞生環境差劣。1866年10月26日，邦迪·柯打（José Maria da Ponte e Horta）就任澳門總督，上任後不久就決定擴充司打口。在整治工程前提交給總督的報告中，就有一份對司打口及其一帶區域作出這樣的描述：
|  | 狹窄骯髒的街道縱橫交錯，衞生環境惡劣，房屋擁擠、污穢，有礙觀瞻。 |

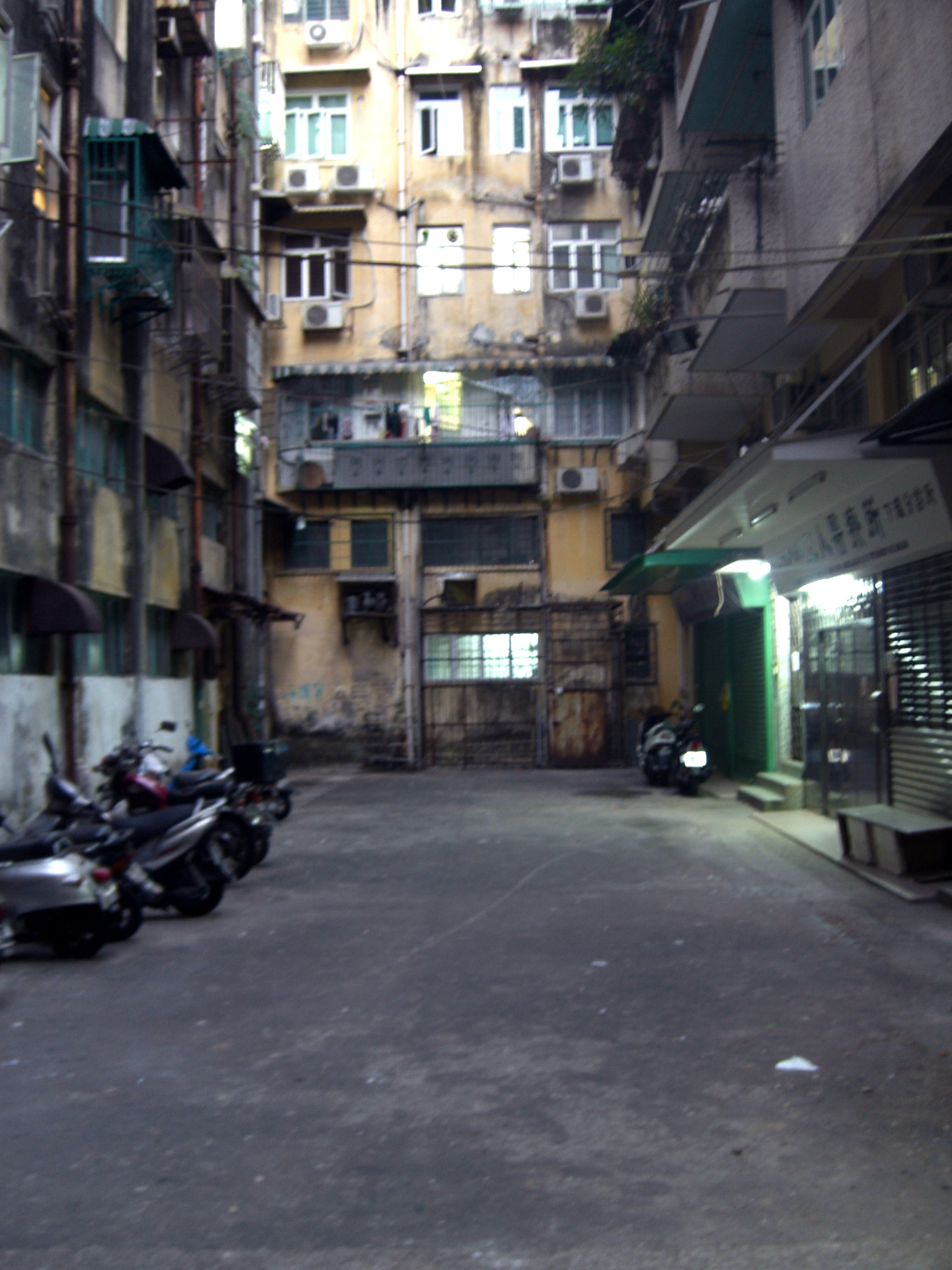
司打口群興大廈內的走廊，大略是已取消的「公棧巷」之一部份

終於在1869年（清同治八年），司打口被完全填塞，埠頭也自此消失，此時柯打總督也已於之前的一年卸任。澳葡當局在填地上，建立新的煙稅碼頭（即現在的比厘喇馬忌士街大豐倉處，南舢舨碼頭側）；而中間的空地，因為整治工程由柯打總督策劃，於同年7月26日當局刊登憲報將之命名為「柯邦迪前地（Praça de Ponte e Horta）」，「柯邦迪」是柯打的葡文全名最後三個字以澳葡官方的譯法並配以中國人姓名的文法組合而成（「柯」取譯自，而「邦迪」則取譯自），以紀念柯打有此政績。
爾後幾十年間公棧不斷擴充，主要集中在火船頭街、群興新街和夜呣街之間，其中還設有「煙膏配製場」和「大煙專賣局」，在光緒年時國課署總部更遷入公棧內。鴉片貿易之日益紅火，至1920年代時公棧仍在擴充；1925年時在今群興新街與安仿西巷之間又曾出現過一條街道，名為「公棧巷（Travessa do Ópio）」（但後來也被取消）。
1933年時澳葡當局更公然在當年的《澳門年鑑》中刊出《鴉片專賣章程》，以便商家承投。不過在1935年後，澳葡終於察覺到鴉片對澳門市民的危害，開始收緊鴉片進口和研究治療煙癮的方法，最終在1946年，澳門全面禁止進口和吸食鴉片。

## 後期發展及景況

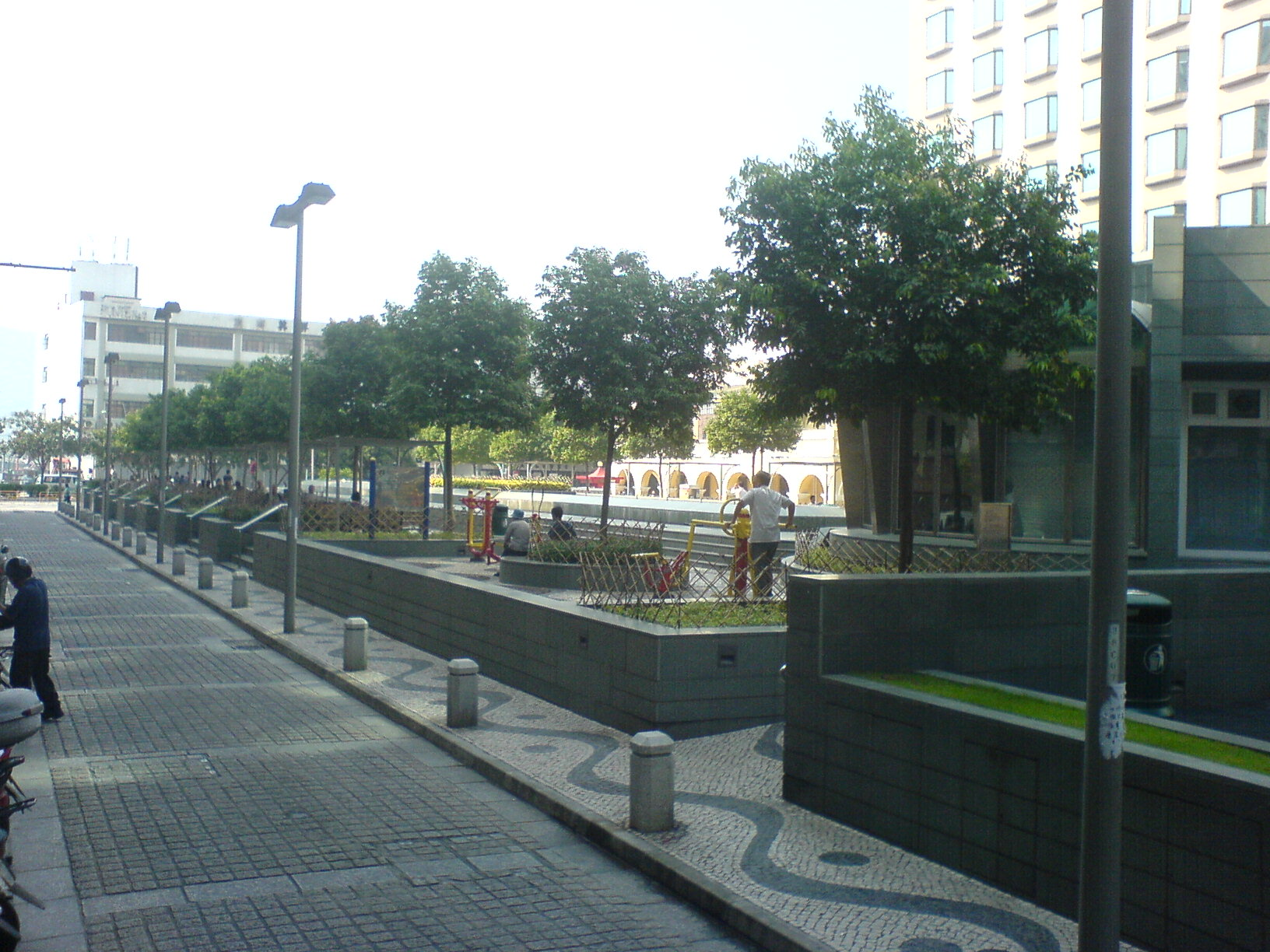
2004年重整後的柯邦迪前地

鴉片在澳門被禁止後，公棧也變作其他用途，曾經用作一般貨物的倉庫、熔金場、學校等。而中間的空地也改為公眾用地，後來在曠地上更有賣武表演，又有說書看相和茶座開設，每逢入夜，熱鬧場面不乏。直至1980年代，大部份公棧被拆，改建為住宅大廈，而「公棧巷」也被取消。1989年，澳葡當局又將前地重整，並在其修整道路，空地頓時被馬路斷成兩截，呈「日」字形。1992年時澳門文化司署將柯邦迪前地列入澳門文物名錄中的「已評定之地點」類別。
後來因在遠處的營地街市重建，1994年時司打口曠地上被改建為臨時街市，至1998年營地街市重建完成後，原臨時街市被改為臨時文化活動中心。直至2003年，有關當局為配合十六浦發展計劃，把司打口還原為空地，並改建為休憩廣場，在廣場中建有噴泉和兒童遊樂場等。不過此後休憩廣場卻被指是不實用，因當時廣場中的噴泉水池佔地過大，廣場又無可作遮蔭的樹木，以及缺乏坐椅，起不到休憩用途。終逼使當局在2004年時再度把司打口廣場重修，收窄水池和種植更多樹木，加設坐椅，改建為現在的司打口休憩廣場。

## 沿途地點

### 英京酒店
樓高五層的英京酒店（London Hotel）地處司打口的東端，建於1980年代，為一家兩星級酒店，內有46間客房。2008年時酒店進行過重修，門面和內部均裝潢為南歐葡式風格。

### 新新酒店
在前地與蓬萊新街交界處的新新酒店（Best Western Hotel Sun Sun），原為一座五層高的舊式木樓，建於1920年代。1994年美國最佳西方國際集團將其重建成現在的新新酒店。酒店為兩星級，樓高15層，提供178間客房，內有4家餐廳。

### 鴉片屋（同善堂第二診所）

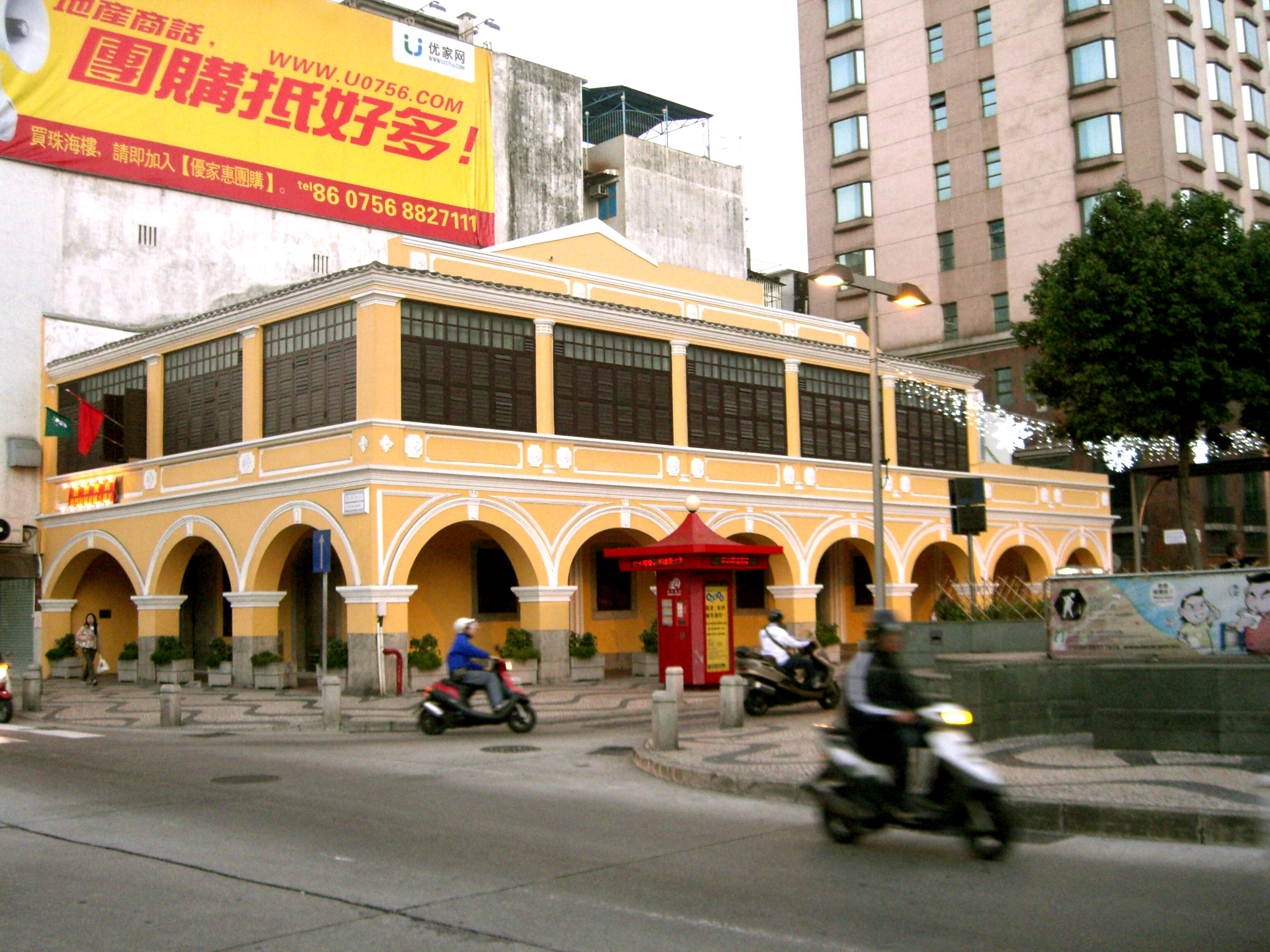
鴉片屋，現為同善堂第二診所

該處位於火船頭街與柯邦迪前地交界，原為鴉片公棧的一部份，建於1880年（清光緒六年）。自1946年澳門禁鴉片後，「鴉片屋」曾被先後租出作為貨倉和熔金場。後來為一所學校租用，該校名為粵海大學，不過因為校方欠租過多，原址被法院收回，之後被改為第二警區署，後來被荒廢。1992年時澳門文化司署將鴉片屋列入澳門文物名錄中的「評定為具建築藝術價值之建築物名單」類別，四年後有關當局更耗資67萬澳門元把公棧重新修葺。2001年，同善堂第二診所由原清平直街舊址遷入該公棧，為市民提供中醫針灸及各種西醫診療服務。

## 其他同名街道
群興新街
此街的葡文名稱亦是以邦迪·柯打來命名。它的西北端在柯邦迪前地與聚寶街交界，向東南伸展橫跨夜呣巷和三巴仔橫街，至紅窗門街止；全長約115米，闊約9米。這條街道最早見於1964年2月14日澳門市政廳的市政會議文件中。三巴仔橫街至紅窗門街的一段群興新街曾經是紅窗門街的一部份。

## 備註

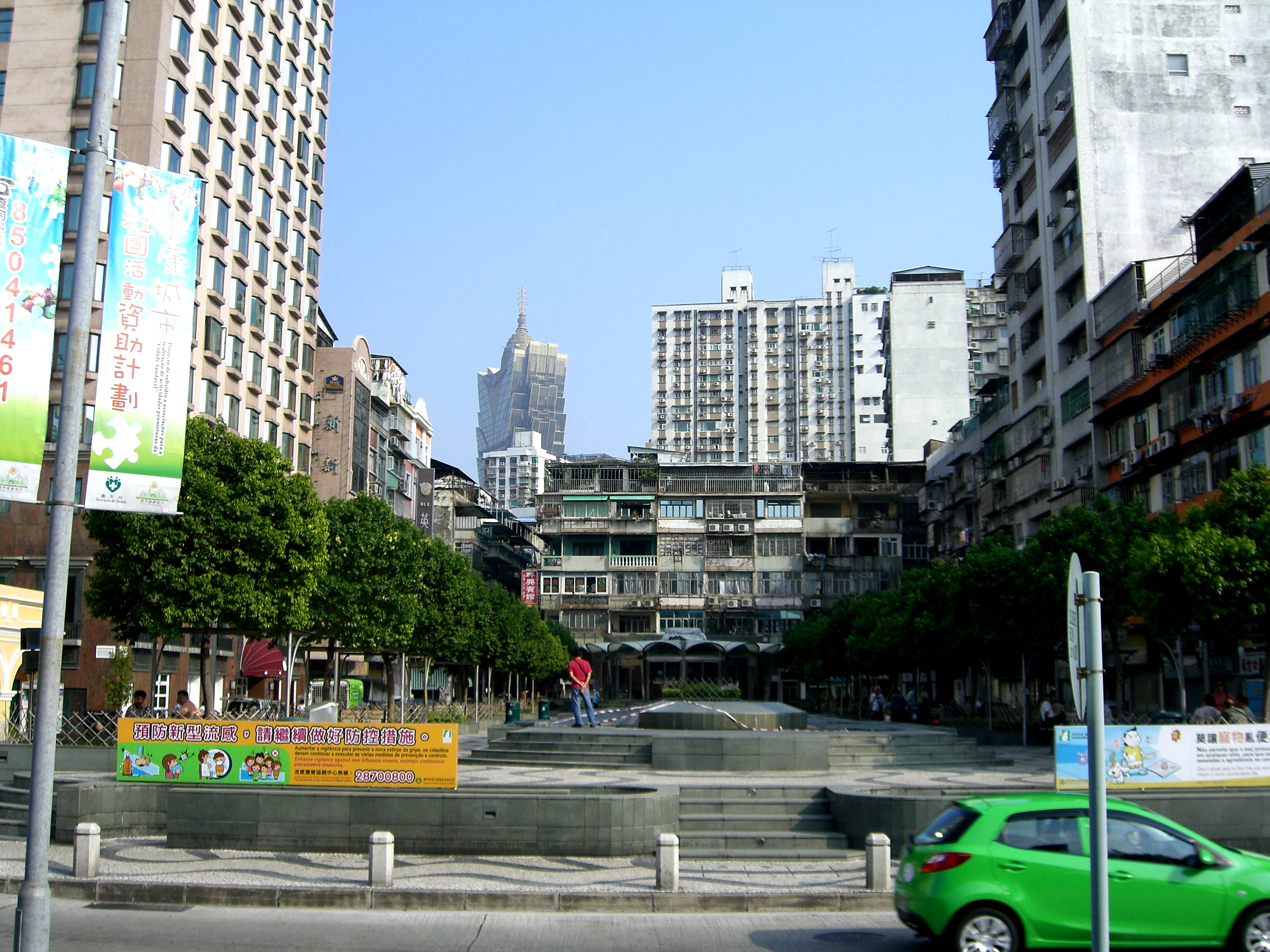
柯邦迪前地全景

1. ↑  澳葡時期官方在街名路牌上把「打」字配上口字旁為「咑」。[參⁠ 1]
2. ↑  當時一箱鴉片重約100至120市斤（即約50至60公斤）。
3. ↑   的粵語發音較正確的應為「士擔」，而  則為「法些打」。
4. 1 2  按《澳門市街道及其它地方名冊》原文：「……公棧巷……原由紅窗門街五號A起至柯邦迪前地三號屋止。」[參⁠ 16]；此巷在1936年的澳門地圖中已不復存在[參⁠ 17]。
5. ↑  通譯「奧爾塔」（「H」在葡文中不发音），澳葡將其譯為「柯打」（「柯」字在粤语中念做「o1」），並只取首個音節——「柯」。
6. ↑  通譯「蓬特」；澳葡將其譯為「邦迪」。
7. ↑  澳門回歸後改稱為澳門文化局。
8. ↑  酒店方面自稱有三星級。
9. ↑   註:

## 外部連結
- 澳門文物網 - 柯邦迪前地（司打口）